# Ediciones Soriano
Ediciones o Gráficas Soriano fue una pequeña editorial española, ubicada en Barcelona, dedicada a la producción de cuadernos de historietas durante los años cincuenta del siglo pasado. 
Su mayor éxito fue la colección Kit-Boy (1956-1969), pero produjo otras colecciones, intentando abarcar todos los géneros entonces en boga: Desde el tebeo de hadas (Trovador) al bélico (Hombres en guerra).
| Título             | Año       | Guionista              | Dibujante              | Números                  | Formato           | Tamaño  | Género                    |
| ------------------ | --------- | ---------------------- | ---------------------- | ------------------------ | ----------------- | ------- | ------------------------- |
| Trovador           | 1956      | VV. AA.                | VV. AA.                | 209?                     | Cuaderno vertical | 35 x 22 | Fantástico-Femenino       |
| Kit Boy            | 1956-1959 | Alan Doyer             | Alan Doyer             | 70 (en dos series de 35) | Cuaderno apaisado | 17 x 24 | Ciencia ficción-Policíaco |
| Hombres en guerra  | 1957      | Francisco de la Fuente | Francisco de la Fuente | 25                       | Cuaderno apaisado | 17 x 24 | Bélico                    |
| Cu-cú              | 1958      | VV. AA.                | VV. AA.                | 15                       |                   | 16 x 21 | Cómico-Infantil           |
| Rancheros de Texas | 1958      | J. Cima                | J. Cima                |                          | Cuaderno apaisado | 17x24   | Oesteada                  |
| Rutas del Oeste    | 1958      | J. Cima                | J. Cima                | 16                       | Cuaderno apaisado | 17 x 24 | Oesteada                  |